# ЗЕСКО Юнайтед
«ЗЕСКО Юнайтед» (англ. ZESCO United Football Club) — замбийский футбольный клуб из Ндолы. Выступает в Премьер-лиге Замбии. Домашние матчи проводит на стадионе «Даг Хаммаршёльд», вмещающем 18 000 зрителей.

## История
«ЗЕСКО Юнайтед» является одним из лидеров футбола Замбии конца первого десятилетия XXI века. Клуб из Ндолы стал вице-чемпионом Замбии в 2005 году, победителем Кубка Замбии в 2006 году и сильнейшей командой Замбии в 2007, 2008 и 2010 годах.

## Достижения
- Победитель Премьер-лиги — 7 (2007, 2008, 2010, 2014, 2015, 2017, 2018)
- Обладатель Кубка Замбии — 1 (2006)